# Deltebre Dansa
El Deltebre Dansa és un festival i taller internacional de dansa i circ contemporanis i arts del moviment que se celebra cada mes de juliol al municipi de Deltebre (Baix Ebre). Creat i dirigit pel ballarí i coreògraf català Roberto Olivan, Premi Nacional de Cultura 2014, el festival va començar a Tortosa el 2004 com un taller internacional d'estiu. A partir de l'edició del 2008, el seu creador va decidir traslladar-lo a Deltebre. El canvi d'ubicació va donar al festival un toc diferenciador degut al contrast entre l'entorn rural i una disciplina bàsicament urbana. L'any 2011, arrel de la creació d'espectacles pels mateixos alumnes, Deltebre Dansa va convertir-se en festival, amb la doble vessant de taller internacional de dansa i festival que ofereix espectacles per al gran públic. Amb el temps, Deltebre Dansa s'ha consolidat com un festival de referència pels professionals del moviment i de la creació contemporània. El 2014 celebrà el seu 10è aniversari amb la consolidació i acceptació per part del públic.
El Deltebre Dansa reuneix artistes de circ, ballarins i professionals del sector que durant dues setmanes reben formació de professionals reconeguts internacionalment. Es treballen diferents disciplines artístiques i coneixements tècnics en dansa, circ contemporani i arts del moviment. Des de l'inici, les jornades de formació s'han combinat amb activitats lúdiques. Al mateix temps, compta amb una programació d'espectacles de dansa contemporània d'arreu del món i d'alt nivell i una oferta de cursos d'iniciació gratuïts.
El festival Deltebre Dansa, sota la direcció artística de Roberto Olivan, és un esdeveniment únic que va començar amb 12 assistents i 5 professors l'any 2004. S'ha consolidat com un dels grans esdeveniments anuals de dansa i circ contemporani de Catalunya i també d'Europa. El setembre de 2019, va rebre un dels 24 guardons dels premis EFFE (Europe for Festivals, Festivals for Europe) que concedeix l'Associació Europea de Festivals als millors festivals europeus, premis que compten amb el suport de la Comissió Europea.